# ¿Por qué pecamos a los cuarenta?
¿Por qué pecamos a los 40? es una película española de 1969 dirigida por Pedro Lazaga.

## Argumento
Alejandro Quesada (Fernando Fernán Gómez), un eminente médico cuarentón con gran éxito entre las mujeres, anima a sus amigos Federico (Juanjo Menéndez) y Enrique (José Luis López Vázquez) a cambiar su actitud ante la vida. La muerte de un amigo común (Jesús Puente) los reafirma en sus deseos de disfrutar de la existencia y, para ello, tratan de relacionarse con mujeres más jóvenes que sus esposas con patéticos resultados. 